# Adela Zamudio
Pour les articles homonymes, voir Zamudio (homonymie).

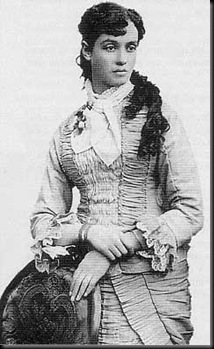
Adela Zamudio. XIXe siècle

Adela Zamudio Rivero, née à Cochabamba le 11 octobre 1854 et morte dans cette ville le 2 juin 1928, est une femme de lettres, pionnière du féminisme en Bolivie, qui a cultivé tant la poésie que la narration.

## Biographie
Adela Zamudio étudie à l'école catholique San Alberto de sa ville natale, Cochabamba, seulement jusqu'à la troisième année du primaire, soit le maximum d'instruction pour une femme à cette époque. Elle continue toutefois de s'instruire par la lecture : elle se présente aux personnes éminentes de la ville à la recherche de livres et d'autres sources de culture provenant d'Espagne et d'ailleurs.
À la fin du XIXe siècle, après que le Parti libéral eut assumé le gouvernement, Adela réussit à travailler comme institutrice dans la même école où elle a fait ses études. En 1905, elle devient directrice de l'Escuela Fiscal de Señoritas (école publique de jeunes filles).

Adela Zamudio écrit pour l'Heraldo des articles où elle développe des idées progressistes — elle plaide ainsi pour la suppression de l'enseignement religieux — et proteste dans son œuvre contre la discrimination dont la femme fait l'objet. Son poème Nacer hombre (Naître homme) en est un exemple :

« Une femme supérieure
Dans les élections ne vote,
Et vote la pire canaille ;
Permettez-moi de m'en étonner :
Même s'il ne sait qu'apposer sa signature,
un idiot peut voter
parce qu'il est un homme. »

À cause de la pensée conservatrice qui prédomine dans des secteurs importants de la population bolivienne, on ne comprend pas le sens de ces vers ou feint de ne pas le saisir et les impute à quelque déception amoureuse. Malgré les difficultés de parler de mariage civil, d'une profession pour la maîtresse du foyer, de réformes et de libération féminine « dans un climat étroit, rempli de bigotes et de préjugés sociaux », Adela Zamudio « défia cette société qui ne comprit pas ses idées révolutionnaires favorables à son sexe ».
En 1901, elle fonde une académie de peinture à Cochabamba et, en 1916, le lycée de filles qui porte son nom.
Elle cultive la poésie néoromantique et la prose. Elle publie des romans (Íntimas, roman épistolaire « autour du clergé corrompu et de l'hypocrisie environnante » ; La inundación, Noche de fiesta) et des contes (La reunión de ayer, El velo de la Purísima, El diamante, etc.).
Lydia Parada de Brown considère que « cette écrivaine bolivienne a été l'une des plus grandes de l'Amérique, mais n'a malheureusement pas atteint la renommée de Gabriela Mistral ni de Juana de Ibarbourou ».
Le 28 mai 1925, le président Hernando Siles Reyes couronne Adela Zamudio à Cochabamba et la reconnaît pour la première représentante de la culture en Bolivie. Le recteur de l'Universidad Mayor de San Simón, Guillermo Viscarra, affirme en cette occasion :

« Avec le concours actif et efficace du chef d'État et avec l'assentiment et sous les applaudissements unanimes du pays, Adela Zamurio doit aujourd'hui être couronnée, après Corinne en Grèce, Pétrarque et Le Tasse en Italie, Gertrudis Gómez de Avellaneda à Cuba, Quintana, José_ZorrillaZorrilla, Guimerá et Salvador Rueda en Espagne, Numa Pompilio Llona (es) en Équateur, Cisneros et José Santos Chocano au Pérou. »

En hommage à cette poétesse, le gouvernement de Lidia Gueiler a fixé la Journée de la femme en Bolivie au 11 octobre, date de naissance d'Adela.
Adela est enterrée dans le cimetière de Cochabamba, où on peut lire sur son tombeau l'épitaphe qu'elle a elle-même rédigée :

« Je retourne habiter dans une étoile inconnue,
déjà libérée du supplice de la vie,
 là-bas, je vous attends ;
Jusqu'à ce que vous suiviez ma trace,

pleurez-moi, absente mais non perdue. »

Une statue représente Adela Zanudo sur l'avenue du Prado dans le département de Cochabamba, et un billet de cinq bolivianos à l'effigie de la poétesse est imprimé en 1995.

## Œuvres
Voici certaines de ses œuvres les plus importantes :
- Ensayos políticos, 1887 ;
- Íntimas, roman réaliste qui se déroule à Cochabamba, 1913 ;
- Peregrinando ;
- Ráfagas, París, 1914 ;
- Cuentos breves ;
- Noche de fiesta ;
- El velo de la Purísima.